# Sankt Nikolaus och Guds Moders födelses kyrka
Sankt Nikolaus och Guds Moders födelses kyrka (rumänska: Biserica „Sfântul Nicolae” și „Nașterea Maicii Domnului”) är en rumänsk-ortodox kyrkobyggnad belägen i staden Zlatna i länet Alba, i centrala Transsylvanien i Rumänien.
Kyrkan är helgad åt Sankt Nikolaus av Myra och den liturgiska festdagen Jungfru Marie födelse.
Ett litet stenkast bort från kyrkan ligger också Kristi Moders avsomnandes kyrka.

## Bilder

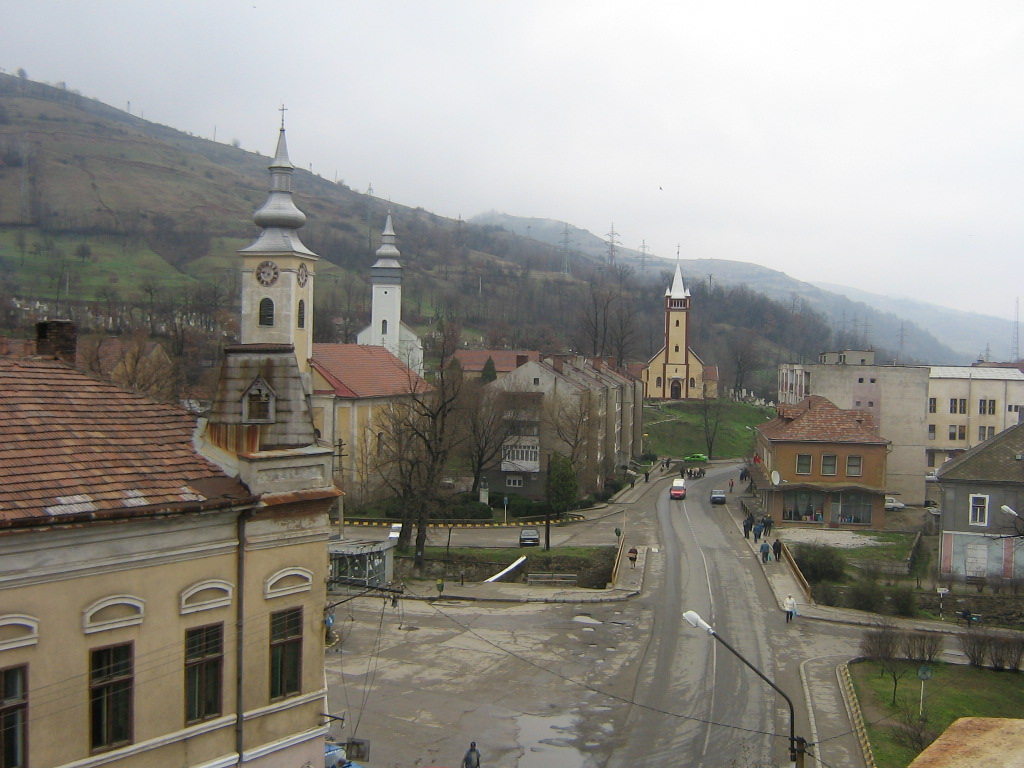
Kyrkan sedd från staden
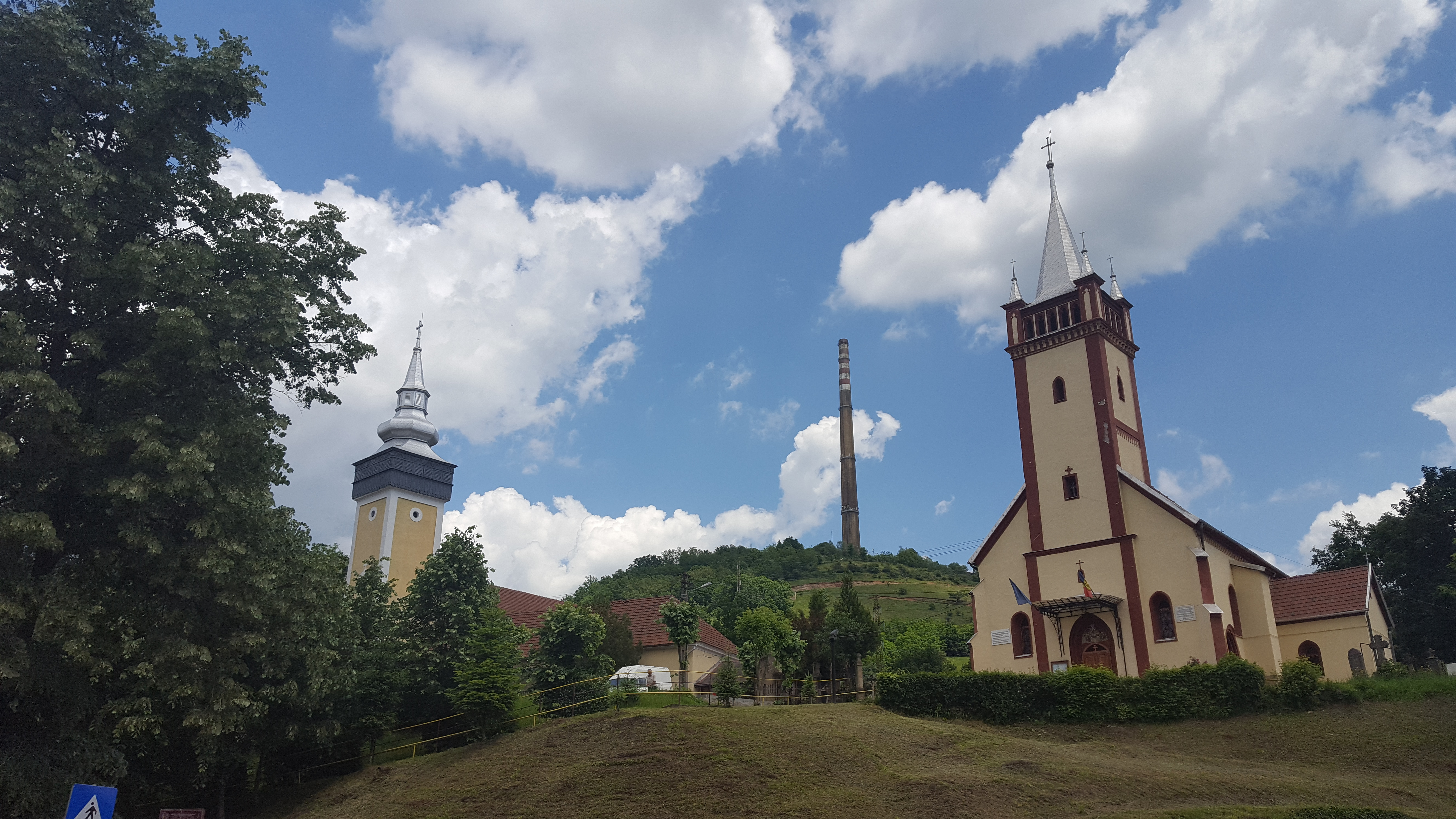
Sankt Nikolaus och Guds Moders födelses kyrka och Kristi Moders avsomnandes kyrka